# Valerie Azlynn
Valerie Azlynn (New London, Connecticut, 25 de noviembre de 1980) es una actriz estadounidense. Quién ha aparecido en varios programas de televisión y películas. Ella protagoniza la comedia de TBS Sullivan and Son

## Vida
Azlynn nació en New London, Connecticut y se crio allí.
Ella tuvo una cirugía para reparar un defecto septal atrial a los 13 años. Asistió a la escuela de Williams y Waterford High School.

## Carrera
Azlynn se mudó a Nueva York a los 17 años para perseguir una carrera como actriz. Se ha formado en teatro y canto con una compañía de ópera en Manhattan, Nueva York. Más tarde se mudó a Los Ángeles donde ha aparecido en varios programas de televisión y en películas. En 2004, Azlynn obtuvo un papel secundario en The Joe Schmo Show como Piper "The Bachelorette".
Desde entonces ha aparecido en episodios de Cold Case, CSI: New York, The Big Bang Theory, Two and a Half Men, Rules of Engagement, How I Met Your Mother, Joey, iCarly, The Loop, y Mr. Sunshine. Ha interpretado papeles en cine en Tropic Thunder, I'm Reed Fish, Bewitched, Poseidon, The Last Hurrah, y Hancock.
En algunas de sus primeras pelúculas, Azlynn apareció bajo el nombre "Valerie Asselin". Nació y creció en New London, Connecticut. Azlynn es "una estrella en ascenso cuya carrera de actuación está despegando."
Azlynn actualmente es la coanfitriona de la serie Celebrity Liar y también  protagoniza como Melanie en la nueva comedia de TBS Sullivan and Son. .

## Filmografía
- 1998:  Williamstowne
- 1998:  Mystic Nights and Pirate Fights  Valerie Asselin
- 2002:  "Late" Girlfriend
- 2003:  "The Bar" The Bartender/Judy Gillman
- 2004:  "Spellbound" Trina Miller
- 2004:  "10-8: Officers on Duty" Amber (1 episodio)
- 2004:  "The Joe Schmo Show" Piper 'The Bachelorette  Amber (9 episodios)
- 2004:  "Arizona"  Tina
- 2005:  "Constantine"  Angel
- 2005:  "Life on a Stick"  Allison (1 episodio)
- 2005:  "Bewitched" Gorgeous Model
- 2005:  "Joey" Candace
- 2006:  Two and a Half Men Beth
- 2006: The Loop como Jolie (1 episodio)
- 2006:  "One on One" Rache
- 2006:  "I'm Reed Fish" Kate Peterson
- 2006:  "Poseidon" Passenger
- 2006:  CSI: Nueva York Eve
- 2006:  "How I Met Your Mother"  Dawn
- 2006:  "Smith" Cindy
- 2008:  "The Ex List"  Sara
- 2008:  "Welcome to the Captain"  Astrid
- 2008:  "Unhitched"  Sulu
- 2008:  "Rules of Engagement" Stacy
- 2008:  "Tropic Thunder" Damien's Assistent
- 2009:  The Big Bang Theory Alicia (1 episodio)
- 2009:  "Cold Case" Sharon Lertola '63
- 2009:  "The Last Hurrah" Nicole
- 2009:  "Surrogates"  Bridget
- 2009-2010: iCarly Veronica (2 episodios)
- 2010:  "The Third Rule" Karen
- 2011:  "Good News, Oklahoma!" Barbara
- 2011:  "Sullivan and Son"  Melanie
- 2011:  "Perfectly Prudence" Angelica Adams
- 2011:  "Mr. Sunshine"  Jessie (1 episodio)
- 2011:  Friends with Benefits Kristen (1 episodio)
- 2011:  "Julia X 3D"  Julia
- 2011:  "Castle"  Officer Ann Hastings
- 2011:  "Hot in Cleveland"  Libby (1 episodio)
- 2012:  "Southland" Jen Miller (2 episodios)
- 2012:  "Caroline and Jackie" Michelle
- 2012:  "Sullivan & Son" Melanie Sutton
- 2014:  "The little Rascals save de day" Miss Cabtree
- 2015:  "Babysitter" Hayley Longway
- 2017:  "Montain top" Peg Andrews
- 2017:  "Ballers" Tanya (1 episodio)
- 2017:  "Cupid's Proxy" Rebecca
- 2020:  "The Opening Act" Mom